# Советские полководцы и военачальники
«Советские полководцы и военачальники» — книжная серия о выдающихся советских военачальниках, маршалах, генералах, с их беллетризированными биографиями. Серию выпускало Ордена Трудового Красного Знамени Военное издательство Министерства обороны СССР (Воениздат, Москва) с 1964 до 1991 года. За этот период было издано несколько десятков выпусков, у которых сменилось четыре варианта оформления обложки в двух форматах.

## Книги серии
1964
- Обертас И. Л. Начдив двадцатой Великанов.. — М.: Воениздат, 1964. — 160 с. — (Советские полководцы и военачальники). — 17 000 экз. (в пер.)

- Тарасов Е. П. Николай Ильич Подвойский. — М.: Воениздат, 1964. — 176 с. — (Советские полководцы и военачальники). — 20 000 экз. (в пер.)

1965
- Айрапетян Г. А. Легендарный Гай. / Г. А. Айрапетян; авт. предисл. С. М. Будённый.. — М.: Воениздат, 1965. — 176, [2] с. — (Советские полководцы и военачальники). — 50 000 экз. (в пер.)

- Кондратьев Н. Д. Маршал Блюхер.. — М.: Воениздат, 1965. — 296 с. — (Советские полководцы и военачальники). — 100 000 экз. (в пер.)

- Панков Д. В. Комкор Эйдеман.. — М.: Воениздат, 1965. — 104 с. — (Советские полководцы и военачальники). — 61 000 экз. (в пер.)

1966
- Кузнецов П. Г. Маршал Толбухин.. — М.: Воениздат, 1966. — 276, [2] с. — (Советские полководцы и военачальники). — 75 000 экз. (в пер.)

- Мусьяков П. И. Флагман Константин Душенов.. — М.: Воениздат, 1966. — 128 с. — (Советские полководцы и военачальники). — 35 000 экз. (в пер.)

- Плющев В. А. Николай Томин.. — М.: Воениздат, 1966. — 148 с. — (Советские полководцы и военачальники). — 30 000 экз. (в пер.)

- Тимофеев Е. Д. Степан Вострецов.. — М.: Воениздат, 1966. — 168 с. — (Советские полководцы и военачальники). — 30 000 экз. (в пер.)

1967
- Виноградов А. П., Игнатова А. А. Герой-командарм: (Михаил Григорьевич Ефремов). — М.: Воениздат, 1967. — 200 с. — (Советские полководцы и военачальники). — 65 000 экз. (в пер.)

1968
- Кондратьев Н. Д. Начдив Владимир Азин.. — М.: Воениздат, 1968. — 236 с. — (Советские полководцы и военачальники). (в пер., суперобл.)

1969
- Вакуров И. Д., Андреев Г. И. Генерал Кирпонос.. — М.: Воениздат, 1969. — 144 с. — (Советские полководцы и военачальники). — 50 000 экз. (в пер., суперобл.)

- Кузнецов П. Г. Генерал Черняховский.. — М.: Воениздат, 1969. — 240 с. — (Советские полководцы и военачальники). — 50 000 экз. (в пер., суперобл.)

1970
- Бычевский Б. В. Маршал Говоров.. — М.: Воениздат, 1970. — 176 с. — (Советские полководцы и военачальники). — 50 000 экз. (в пер.)

1971
- Варгин Н. Ф. Комкор Иван Грязнов.. — М.: Воениздат, 1971. — 120, [ил.] с. — (Советские полководцы и военачальники). — 50 000 экз. (в пер.)

1972
1973
- Обертас И. Л. Командарм Федько: (ист.-биогр. очерк).. — М.: Воениздат, 1973. — 168 с. — (Советские полководцы и военачальники). — 50 000 экз. (в пер.)

1974
- Егоров П. Я. Маршал Мерецков.. — М.: Воениздат, 1974. — 216, [ил.] с. — (Советские полководцы и военачальники). — 65 000 экз. (в пер.)

1975
- Тарасов Е. П. Краском Генрих Эйхе.. — М.: Воениздат, 1975. — 152 с. — (Советские полководцы и военачальники). — 50 000 экз. (в пер.)

1976
1977
1978
- Гаглов И. И. Генерал Антонов.. — М.: Воениздат, 1978. — 132, [8] с. — (Советские полководцы и военачальники). — 50 000 экз. (в пер.)

1979
- Грязнов Б. З. Маршал Захаров.. — М.: Воениздат, 1979. — 152, [8] с. — (Советские полководцы и военачальники). — 50 000 экз. (в пер.)

1980
- Айрапетян Г. А. Железный Гай.. — М.: Воениздат, 1980. — 128 с. — (Советские полководцы и военачальники). — 50 000 экз. (в пер.)

- Варгин Н. Ф. Флагман флота Кожанов: (ист.-биогр. очерк).. — М.: Воениздат, 1980. — 112, [8] с. — (Советские полководцы и военачальники). — 30 000 экз. (в пер.)

- Шиян И. С. Генерал армии Хрулёв.. — М.: Воениздат, 1980. — 112, [8] с. — (Советские полководцы и военачальники). — 75 000 экз. (обл.)

1981
- Тимофеев Е. Д. С. С. Вострецов.. — М.: Воениздат, 1981. — 152 с. — (Советские полководцы и военачальники). — 65 000 экз. (в пер.)

1982
1983
- Голубович В. С. Маршал Р. Я. Малиновский.. — М.: Воениздат, 1983. — 216, [16] с. — (Советские полководцы и военачальники). (обл.)

1984
- Голубович В. С. Маршал Р. Я. Малиновский.. — М.: Воениздат, 1984. — 216 с. — (Советские полководцы и военачальники). — 150 000 экз. (обл.)

- Хаметов М. И. Адмирал А. Г. Головко.. — М.: Воениздат, 1984. — 208, [8] с. — (Советские полководцы и военачальники). — 65 000 экз. (обл.)

1985
- Захаров Ю. Д. Генерал армии Н. Ф. Ватутин.. — М.: Воениздат, 1985. — 192, [8] с. — (Советские полководцы и военачальники). — 65 000 экз. (обл.)

- Иванов В. М. Маршал М. Н. Тухачевский.. — М.: Воениздат, 1985. — 320, [8] с. — (Советские полководцы и военачальники). — 100 000 экз. (обл.)

- Португальский Р. М. Маршал И. С. Конев.. — М.: Воениздат, 1985. — 256, [16] с. — (Советские полководцы и военачальники). — 100 000 экз. (обл.)

1986
1987
- Гаглов И. И. Генерал армии А. И. Антонов.. — Изд. 2-е, доп. — М.: Воениздат, 1987. — 160, [8] с. — (Советские полководцы и военачальники). — 100 000 экз. (обл.)

- Драган И. Г. Маршал Н. И. Крылов.. — М.: Воениздат, 1987. — 240, [16] с. — (Советские полководцы и военачальники). — 100 000 экз.

- Назаров О. А. Генерал армии П. И. Батов.. — М.: Воениздат, 1987. — 176 с. — (Советские полководцы и военачальники). — 65 000 экз. (обл.)

1988
- Родин А. М. А. С. Бубнов.. — М.: Воениздат, 1988. — 176 с. — (Советские полководцы и военачальники). — 50 000 экз. — ISBN 5-203-00538-9. (в пер.)

1989
- Хоробрых А. М. Главный маршал авиации А. А. Новиков.. — М.: Воениздат, 1989. — 288 с. — (Советские полководцы и военачальники). — 50 000 экз. — ISBN 5-203-00244-4. (в пер.)

1990
- Иванов В. М. Маршал М. Н. Тухачевский.. — Изд. 2-е, испр. и доп. — М.: Воениздат, 1990. — 320, [20] с. — (Советские полководцы и военачальники). — 100 000 экз. — ISBN 5-203-00571-0. (в пер.)

1991
- Зонин С. А. Адмирал Л. М. Галлер: Жизнь и флотоводческая деятельность.. — М.: Воениздат, 1991. — 416, [10] с. — (Советские полководцы и военачальники). — 50 000 экз. — ISBN 5-203-00865-5.